# 御幸村 (広島県)
御幸村（みゆきむら）は、広島県深安郡にあった村。現在の福山市の一部にあたる。
村名の御幸は、 1930年（昭和5年）に陸軍特別大演習が行われ、村内の正戸山に野外統監部が設置。昭和天皇が行幸したことに由来する。

## 地理
- 河川：芦田川、高屋川[5]、加茂川[6]

## 歴史
- 1889年（明治22年）4月1日、町村制の施行により、深津郡中津原村、森脇村、下岩成村、上岩成村が発足[7]。
- 1898年（明治31年）10月1日、郡の統合により上記4村は深安郡に所属[7]。
- 1938年（昭和13年）10月1日、上記4村が合併して深安郡御幸村が発足[1][2]。旧村名を継承した中津原、森脇、下岩成、上岩成の4大字を編成[2]。
- 1956年（昭和31年）9月30日、福山市に編入され廃止[1][2]。

## 産業
- 農業[5]